# Svenska Snowboardförbundet
Svenska snowboardförbundet är specialidrottsförbund för snowboardsport som bildades 1988 under Svenska Mästerskapen i Hassela. 

## Svenska snowboardförbundets mål
Förbundets mål är att åter knyta ihop åkare, bransch, media och publik för en mer levande scen i Sverige.

## Historik
Initiativtagare till bildandet av förbundet 1988 var Martin Willners och Ants Paljasmaa (numera Ants Neo).
Förbundet arrangerade svenska mästerskapen, Sverige Cup, camps och stod bakom landslag till nordiska mästerskapen, Europeiska mästerskapen, World Cup och världsmästerskapen samt samarbetade med skateboardförbundet om medlemstidningen "Uppåt Väggarna".
Svenska snowboardförbundet lades ner 1990 då verksamheten togs upp i svenska skidforbundet med mycket odemokratiska medel. Sveriges skateboard- och snowboardföreningar fick ej någon inbjudan till mötet för detta som hölls på initiativ av några i snowboardförbundets styrelse.
Den 1 februari 2008 gjordes försök att återbilda Svenska snowboardförbundet av initiativtagaren Ants Neo. Förbundet anser att det är fel att snowboard sorterar under skidförbundet, och att sporten i sig är tillräckligt särskiljande för att ha ett eget aktivt förbund i samarbete med skateboardförbundet och surfingförbundet med ett brädsportförbund. Idag ligger dock snowboardförbundet, skateboardförbundet med brädsportförbundet vilande, då initiativtagaren är upptagen med att utveckla den lokala brädsportscenen i Stockholm med föreningen Stockholm Suburban Surfers och projekten Highvalley Skateworld samt Rålis Skatepark.